# 1986-os Formula–1 brazil nagydíj
Az 1986-os Formula–1-es világbajnokság első futama a brazil nagydíj volt.

## Futam
| Helyezés | Rajtszám | Versenyző          | Csapat/Motor           | Futott körök | Idő/Kiesés oka    | Rajthely | Pontszám |
| -------- | -------- | ------------------ | ---------------------- | ------------ | ----------------- | -------- | -------- |
| 1        | 6        | Nelson Piquet      | Williams-Honda         | 61           | 1:39:32,583       | 2        | 9        |
| 2        | 12       | Ayrton Senna       | Lotus-Renault          | 61           | + 34,827          | 1        | 6        |
| 3        | 26       | Jacques Laffite    | Ligier-Renault         | 61           | + 59,759          | 5        | 4        |
| 4        | 25       | René Arnoux        | Ligier-Renault         | 61           | + 1:28,429        | 4        | 3        |
| 5        | 3        | Martin Brundle     | Tyrrell-Renault        | 60           | + 1 kör           | 17       | 2        |
| 6        | 20       | Gerhard Berger     | Benetton-BMW           | 59           | + 2 kör           | 16       | 1        |
| 7        | 4        | Philippe Streiff   | Tyrrell-Renault        | 59           | + 2 kör           | 18       |          |
| 8        | 8        | Elio de Angelis    | Brabham-BMW            | 58           | + 3 kör           | 14       |          |
| 9        | 11       | Johnny Dumfries    | Lotus-Renault          | 58           | + 3 kör           | 11       |          |
| 10       | 19       | Teo Fabi           | Benetton-BMW           | 56           | + 5 kör           | 12       |          |
| Kiesett  | 18       | Thierry Boutsen    | Arrows-BMW             | 37           | Kipufogó          | 15       |          |
| Kiesett  | 27       | Michele Alboreto   | Ferrari                | 35           | Üzemanyagrendszer | 6        |          |
| Kiesett  | 1        | Alain Prost        | McLaren-TAG            | 30           | Motorhiba         | 9        |          |
| Kiesett  | 22       | Christian Danner   | Osella-Alfa Romeo      | 29           | Motorhiba         | 24       |          |
| Kiesett  | 28       | Stefan Johansson   | Ferrari                | 26           | Fékek             | 8        |          |
| Kiesett  | 16       | Patrick Tambay     | Lola-Hart              | 24           | Akkumulátor       | 13       |          |
| Kiesett  | 7        | Riccardo Patrese   | Brabham-BMW            | 21           | Vízszivárgás      | 10       |          |
| Kiesett  | 14       | Jonathan Palmer    | Zakspeed               | 20           | Motorhiba         | 21       |          |
| Kiesett  | 17       | Marc Surer         | Arrows-BMW             | 19           | Motorhiba         | 20       |          |
| Kiesett  | 24       | Alessandro Nannini | Minardi-Motori Moderni | 18           | Kuplung           | 25       |          |
| Kiesett  | 23       | Andrea de Cesaris  | Minardi-Motori Moderni | 16           | Turbó             | 22       |          |
| Kiesett  | 21       | Piercarlo Ghinzani | Osella-Alfa Romeo      | 16           | Motorhiba         | 23       |          |
| Kiesett  | 2        | Keke Rosberg       | McLaren-TAG            | 6            | Motorhiba         | 7        |          |
| Kiesett  | 15       | Alan Jones         | Lola-Hart              | 5            | Befecskendezés    | 19       |          |
| Kiesett  | 5        | Nigel Mansell      | Williams-Honda         | 0            | Kipördült         | 3        |          |

## Statisztikák
Vezető helyen:
- Alain Prost: 11 (1-7 / 17-20)
- Ayrton Senna: 5 (8-12)
- Nelson Piquet: 45 (13-16 / 21-61)

Nelson Piquet 14. győzelme, 13. leggyorsabb köre, Ayrton Senna 8. pole-pozíciója.
- Williams 23. győzelme.

Alessandro Nannini első versenye.